# Les Gras
Les Gras település Franciaországban, Doubs megyében. Lakosainak száma 804 fő (2022. január 1.). Les Gras Grand’Combe-Châteleu és Pays-de-Montbenoît községekkel határos.

## Népesség
A település népességének változása:
| Lakosok száma | 727  | 585  | 601  | 721  | 803  | 825  | 797  | 788  | 789  | 804  |
|               | 1968 | 1982 | 1990 | 2006 | 2013 | 2015 | 2017 | 2019 | 2020 | 2022 |